# Pelargonium asarifolium
Pelargonium asarifolium är en näveväxtart som först beskrevs av Robert Sweet, och fick sitt nu gällande namn av George Don jr. Pelargonium asarifolium ingår i släktet pelargoner, och familjen näveväxter. Inga underarter finns listade i Catalogue of Life.